# Doug Jones (Boxer)
Doug Jones (* 27. Februar 1937 in New York; † 14. November 2017) war ein US-amerikanischer Boxer.

## Profikarriere
Der Angriffsboxer Jones wurde in der Halbschwergewichtsklasse 1958 Profi. Nach neunzehn Siegen zu Beginn seiner Karriere, unter anderem über Carl Olsen und Pete Rademacher, unterlag er erstmals im Dezember 1961. Gegen den Schwergewichtler Eddie Machen musste er eine klare Punktniederlage hinnehmen.
Dennoch erhielt er sechs Monate später, im Mai 1962 einen WM-Kampf um den vakanten Halbschwergewichtstitel gegen Harold Johnson. Doch auch gegen Johnson verlor er, genau wie eine anschließende Punktentscheidung gegen Zora Folley wieder im Schwergewicht. Auch gegen den deutschen Halbschwergewichtler Erich Schöppner erreichte er anschließend nur ein Unentschieden.
Anschließend strebte er einen Rückkampf gegen Folley an. Dieser musste allerdings krankheitsbedingt absagen, so dass er gegen den schlagstarken Halbschwergewichtler und späteren langjährigen Weltmeister Bob Foster antrat. Jones gewann durch Technischen K. o. in der achten Runde. Nun kam es zum Rückkampf mit Folley und diesmal konnte sich Jones mit einem vorzeitigen Sieg durchsetzen.
Aufgrund dieses Sieges wurde er als besserer Halbschwergewichtler unter den Top 10 im Ring Magazine geführt. Der Sieg gegen Foster, der später wegen dessen Erfolgen im Halbschwergewicht hoch bewertet wurde, fand damals keine Aufmerksamkeit, denn Foster hatte zum Zeitpunkt ihres Aufeinandertreffens erst neun Kämpfe bestritten.

### Ali-Kampf
Anfang 1963 vereinbarte das Team des jungen Cassius Clay, der einen hoch gehandelten Aufbaugegner aus New York suchte, einen Kampf mit Jones. Clay hatte einen ähnlichen Konterboxstil („Stick and Move“) wie Machen, Johnson und Folley, die Jones zuvor besiegen konnten, allerdings kein so schlechtes Kinn wie Folley. Der nur rund 85 Kilogramm schwere Jones schien kein großes Risiko für Clay zu sein.
Der Kampf am 13. März 1963 entwickelte sich aber nicht wie erwartet, in den ersten Runden hatte Jones nicht die geringsten Probleme die Distanz zu überbrücken und Clay immer wieder klar zu treffen. Clay kam erst in der zweiten Hälfte des Kampfs besser zurecht und spielte seine Konditionsstärke aus.
Das Fernsehen und ein Großteil der Journalisten sahen Jones nach Ende des auf zehn Runden angesetzten Kampfes vorne, dennoch bekam Clay letztlich den Punktsieg zugesprochen. Ein Wertungsrichter hatte Ali hoch in Front, zwei weitere werteten fünf Runden für Clay, vier für Jones und eine Runde unentschieden. Jones bekam nie einen Rückkampf.

### Rest der Karriere
1964 unterlag er Billy Daniels, der seine letzten fünf vorherigen Kämpfe nicht gewonnen hatte. Im nächsten Kampf ging er sogar gegen den Kanadier George Chuvalo erstmals in seiner Karriere K. o.
1966 bekam er ohne große Erfolge in der Zwischenzeit einen Titelkampf gegen WBA-Weltmeister Ernie Terrell und verlor hoch nach Punkten. Thad Spencer beherrschte ihn im nächsten Kampf vollkommen, gegen Joe Frazier ging er 1967 K. o. Wenig später beendete er seine Laufbahn.